# Малые чины
Малые чины (лат. Ordines Minores) — низшие ступени духовенства, отменённые в латинском обряде Католической церкви в середине XX века и сохраняющиеся в восточнокатолических церквах и общинах традиционалистов.
К малым чинам относились аколиты, экзорцисты, чтецы и остиарии. Субдиаконы, хотя и не являлись священнослужителями, относились к высшим чинам клира наряду с диаконами, священниками и епископами.
Малые чины появились на Западе в первые века христианства. Сочинение начала III века Апостольская традиция (лат. Traditio apostolica), традиционно приписываемое Ипполиту Римскому, упоминает чтецов, субдиаконов и экзорцистов, причём подчёркивается, что для поставления их во служение не требовалось рукоположение. Папа Корнелий в середине III века в послании к Фабию перечислил весь клир Рима, в том числе 42 аколита и 52 экзорциста, чтеца и остиария.
Роль малых чинов в латинской церкви состояла в литургическом прислуживании священникам, конкретные функции того или иного церковнослужителя отразились в его названии: аколит (от греч. ακολουθος сопровождающий, служащий) зажигал и носил свечи, следил за сосудами с освящённым елеем, подготавливал хлеб и вино для Евхаристии; экзорцисты, в ряду прочего совершали обряд экзорцизма в таинстве крещения; чтецы читали Священное писание с амвона, остиарии (от лат. ostium дверь) открывали и закрывали церковь и следили, чтобы некрещёные не присутствовали на Евхаристическом каноне.
Иерархия малых чинов была последовательна — лишь пробыв некоторое время в самых низших чинах (экзорцистах, чтецах и остиариях) можно было стать аколитом. Как правило духовное лицо проходило последовательно все ступени посвящения: остиарий — чтец — экзорцист — аколит — субдиакон и лишь затем могло претендовать на рукоположение в диаконы или священники. Тридентский собор постановил, что посвящение в субдиаконы может происходить не ранее чем через год после посвящения в аколиты.
Поставление в малые чины не являлось таинством священства. Церемонию, как правило, проводил епископ, благословлявший кандидата и вручавший ему знак его служения (аколиту — сосуд для елея, экзорцисту — книгу с чином экзорцизма, чтецу — лекционарий, остиарию — ключи).
Motu proprio папы Павла VI Ministeria quaedam от 15 августа 1972 года отменило понятие малые чины в новой форме латинского обряда. Чины остиариев и экзорцистов были отменены, а аколиты и чтецы выведены за ранг клира и причислены к церковнослужителям (или «поставленным служителям»). Литургические функции исполнявшиеся малыми чинами в настоящее время исполняются как поставленными чтецами и аколитами, так и мирянами-министрантами.
Малые чины сохраняются в католических традиционалистических общинах (например Братстве Святого Петра), практикующих римский обряд в его экстраординарной (тридентской) форме.
В восточнокатолических церквах также сохраняется понятие малых чинов. Конкретные виды служения зависят от литургического обряда той или иной церкви. В церквях византийского обряда (грекокатолических) существуют два малых чина — свещеносец и чтец.